# Mount Vernon (Illinois)
Mount Vernon település az Amerikai Egyesült Államok Illinois államában, Jefferson megyében, melynek megyeszékhelye is. Lakosainak száma 14 600 fő (2020. április 1.).

## Népesség
A település népességének változása:

| 2010 | 15 277 |
| 2020 | 14 600 |